# Distretto di Opole Lubelskie
Il distretto di Opole Lubelskie (in polacco powiat opolski) è un distretto polacco appartenente al voivodato di Lublino.

## Geografia antropica

### Suddivisioni amministrative
Il distretto comprende 7 comuni.
- Comuni urbano-rurali: Józefów nad Wisłą, Opole Lubelskie, Poniatowa
- Comuni rurali: Chodel, Karczmiska, Łaziska, Wilków